# Kostgfällschlucht
Die Kostgfällschlucht (auch Kostgefällschlucht) liegt im südlichen Mittleren Schwarzwald (zugleich nördlicher Hochschwarzwald) auf dem Gebiet der Gemeinde Simonswald (Landkreis Emmendingen).

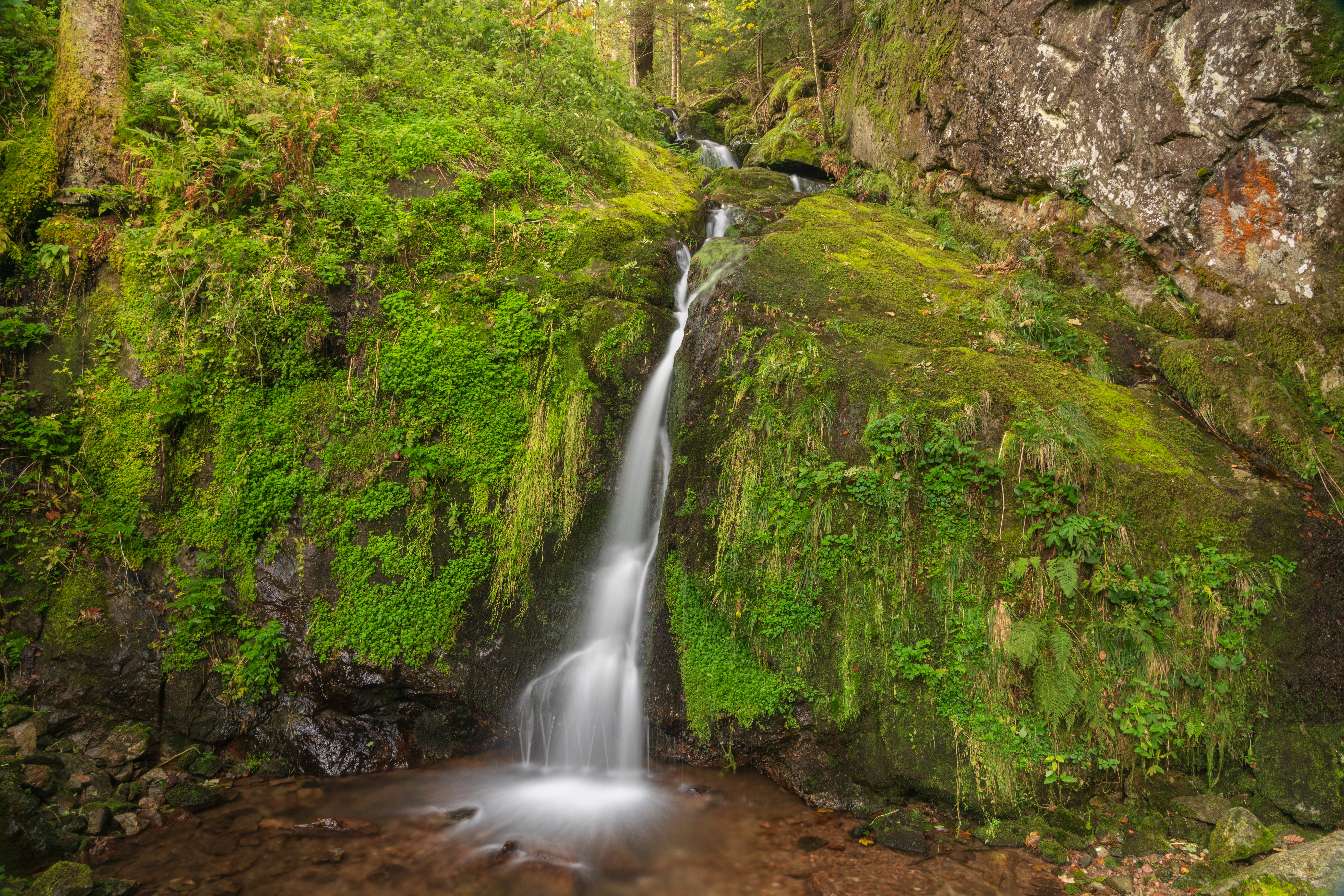
Wasserfall am oberen Ende der Schlucht

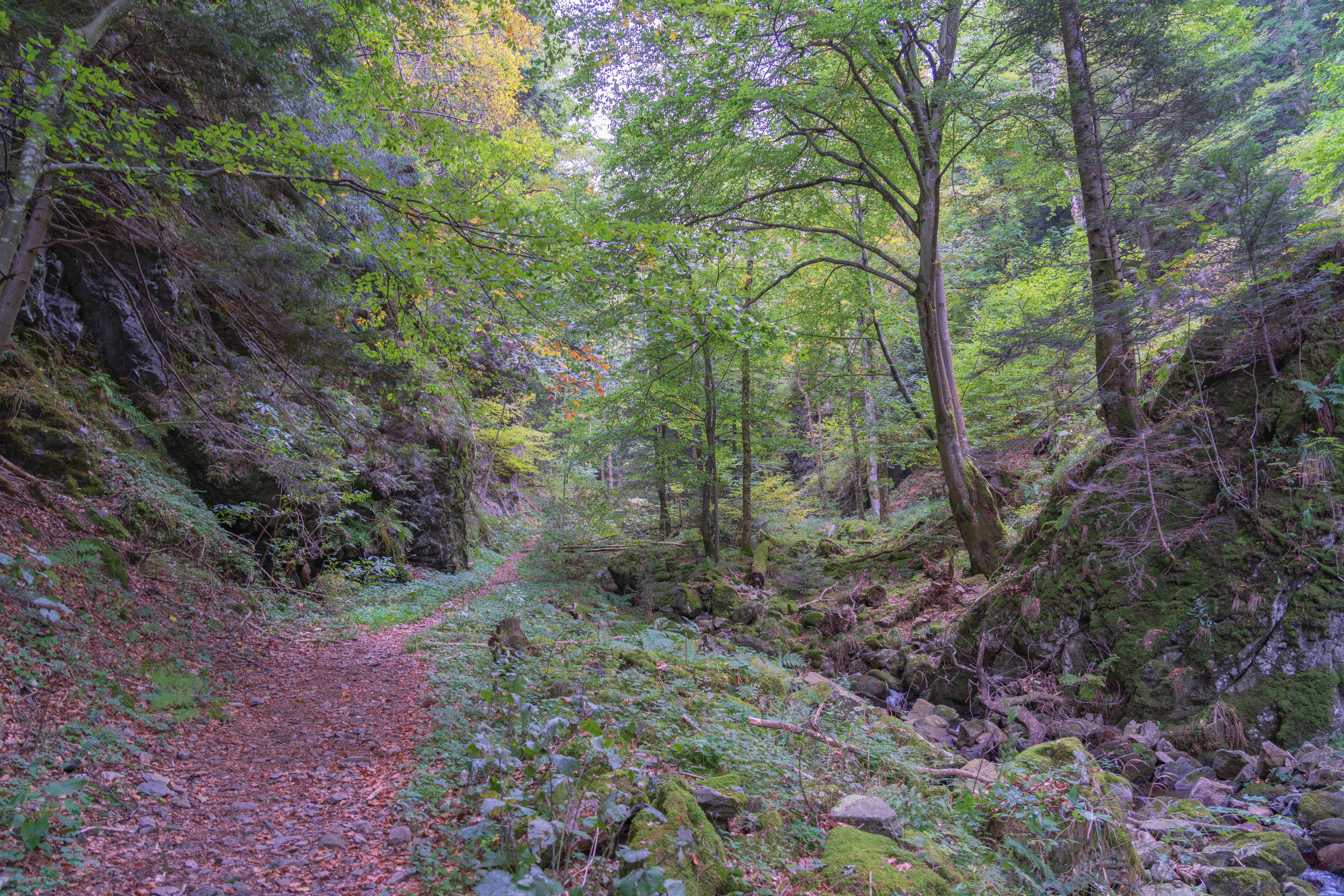
Weg durch die Kostgfällschlucht

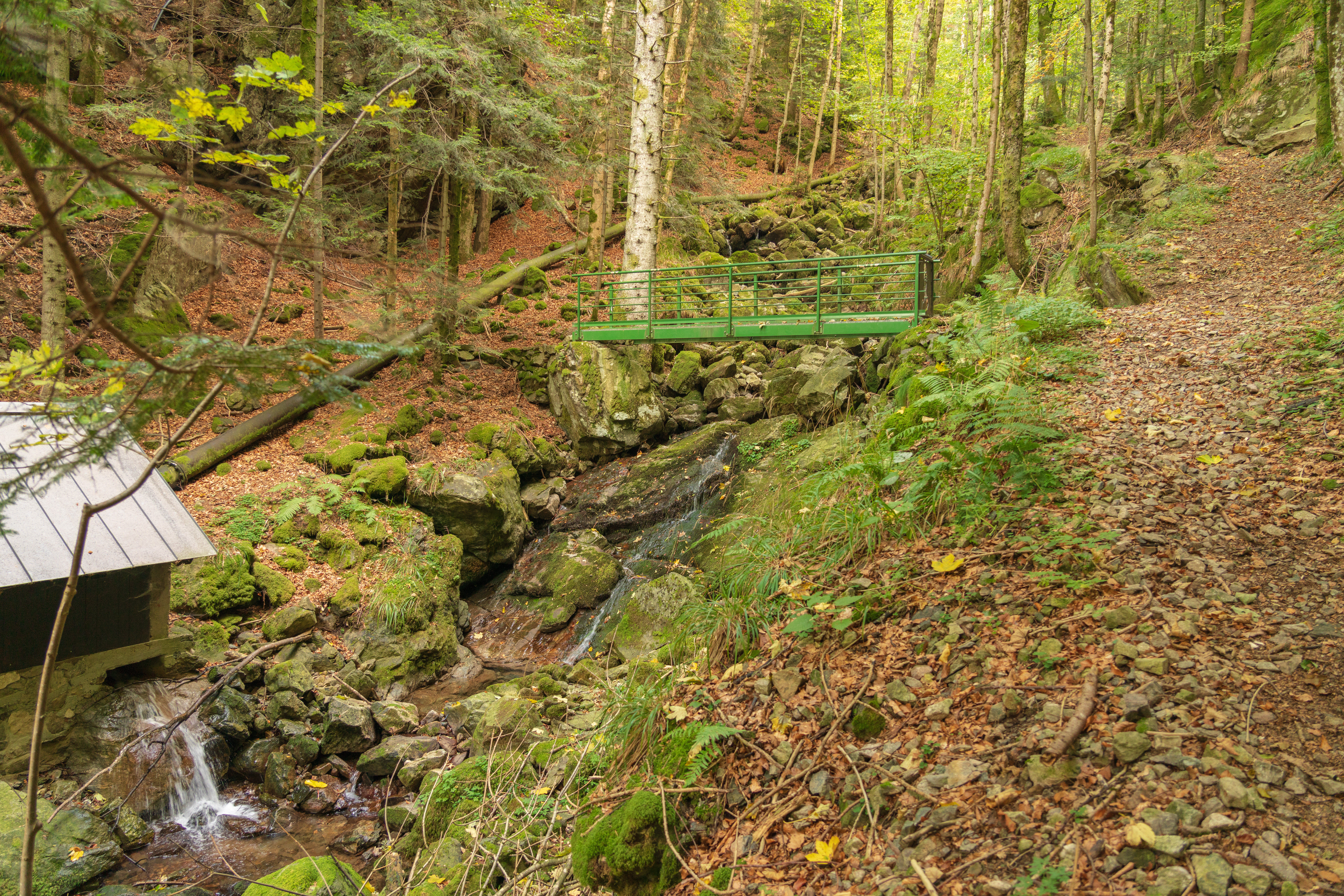
Druckwasserleitung mit Restwasser

## Charakteristik
Der Haslachsimonswälder Bach stürzt unterhalb des Hochtals Kostgefäll in einem schluchtartigen Kerbtal mit 25 Prozent Gefälle eine gut 200 Meter tiefe Talstufe hinab in den unteren Abschnitt der Talschaft Haslachsimonswald. In Altsimonswald mündet der Bach in die Wilde Gutach. Die Schlucht beginnt mit einem insgesamt 13 Meter hohen Wasserfall, dessen senkrechte, 5 Meter hohe Hauptstufe bis zu 5 Meter Breite erreichen kann. Im weiteren Verlauf bildet der Bach in verblocktem Bachbett mehrere weitere, etwa 2 Meter hohe Abstürze. Im Norden ragen aus den blockreichen Schluchthängen die bis 40 Meter hohen Klippen der Gfällfelsen auf.

## Geographie und Geologie
Das rund 500 Meter tief eingeschnittene Haslachsimonswälder Tal ist, anders als das übrige Simonswälder Tal, weniger von Paragneisen, sondern von grobblockiger verwitternden, zu Klippenbildungen neigenden Orthogneisen geprägt. Die von der Kostgfällschlucht durchschnittene Steilstufe ist widerstandsfähiger durch ein querendes Quarzriff (teilweise als Bänderachat ausgebildet), das sich entlang einer tektonischen Störung gebildet hat und geringfügig Vererzungen aufweist. Außerdem sind hier sehr zähe Amphibolite und Rhyolithe eingeschaltet. Das Hochtal oberhalb mit Talwiesen und wenigen Einzelhöfen zeigt ausgeprägt glaziale Formen, unterhalb der Schlucht sind die fluvialen Erosionsformen augenfälliger. Die schuttreichen, hohen Steilhänge sind schattseitig von typischem Eschen-Ahorn-Schluchtwald bestanden und sonnseitig von Hangmischwäldern mit größerem Eichenanteil. Die weniger steilen Hänge werden als Weidfelder (Rinderweide) genutzt.

## Schutzgebiete
Das Naturschutzgebiet Kostgefäll (447 Hektar) stellt daneben ein Mosaik aus Borstgrasrasen, feuchten oder subalpinen Hochstaudenfluren, Wacholderheiden und artenreichen Bergwiesen dar. Unter dem Namen Schlucht in den Gefällfelsen, Simonswald ist das Gebiet auch als Geotop geschützt. Es gehört außerdem zum FFH-Gebiet Rohrhardsberg, Obere Elz und Wilde Gutach und zum Vogelschutzgebiet Mittlerer Schwarzwald.

## Tourismus
Die etwas abgelegene Schlucht wird wegen der Gefällfelsen vor allem als Kletterziel besucht (rund 40 Routen an drei Kletterfelsen, Schwierigkeitsgrade 3+ bis 9−, bei Vogelbrut im Frühjahr gesperrt). Abgesehen vom oberen Wasserfall ist die eigentliche Schlucht durch eine mitten im Bach aufgeständerte Rohrleitung eines kleinen Wasserkraftwerkes nur noch eingeschränkt von touristischem Interesse. Erwandert wird die Schlucht als Aufstieg zum Rohrhardsberg und in Kombination mit den das Tal beidseits flankierenden Felskämmen und -graten, insbesondere am Schultiskopf. Auch von Mineraliensammlern wird es aufgesucht (zum Beispiel wegen Quarz- und Hämatitdrusen). Auf vielen Bauernhöfen der näheren Umgebung sind Ferienwohnungen und Fremdenzimmer eingerichtet. Wenige hundert Meter unterhalb der Schlucht besteht eine Parkmöglichkeit (Wanderparkplatz).
In der Nähe der Kostgefällschlucht gibt es weitere Wanderziele wie die Kapelle auf dem Hörnleberg, den Rohrhardsberg, den Felsgrat mit Schultiskopf und Obereck oder die Martinskapelle.